# 速瀬愛
速瀬 愛（はやせ あい、2001年9月28日 - ）は、日本の女性タレント、俳優、歌手である。
兵庫県出身。スターダストプロモーション所属。

## 略歴
小学3年生のときのお遊戯会で白雪姫の魔女役を演じたことがきっかけで俳優を志すようになった。
2021年4月2日、『王様のブランチ』（TBS系列）のブランチリポーターに就任した。また同日YouTube公式チャンネルも開設した。
2024年10月23日、配信限定デビューシングル『surface』が配信開始され、ソロアーティストデビューを果たした。

## 人物
- 名字の「速瀬」は父親の旧姓であり、速瀬の方が響きがいいと親戚同士の中で言われたことがきっかけとなり芸名とした。なお名前の「愛」は本名の名前と同じである[1]。
- 趣味は映画鑑賞、ダンス。特技はアコースティック・ギターとサックス[5]。

## 出演

### テレビ
- 王様のブランチ（2021年4月3日 - 、TBS） - リポーター

### テレビドラマ
- 理想ノカレシ（2022年6月1日 - 7月20日、TBS） - 服部美優 役
- 推しが武道館いってくれたら死ぬ（2022年10月9日 - 12月26日、朝日放送テレビ） - めいぷる♡どーる・瑠璃 役[6]
- 怪談新耳袋 暗黒「病院に来た子供」（2023年7月27日、BS-TBS） - 浪川恵理子 役[7]
- ビリオン×スクール（2024年7月5日 - 9月13日、フジテレビ） - 岡本憩 役[8]
- 愛のゲキジョー「愛の口喧嘩」（2024年10月06日 - 12月22日、テレビ東京） - 日野美子 役[9]
- 私の町の千葉くんは。（2024年10月10日 - 、テレビ東京）

### 映画
- スパイスより愛を込めて。（2023年6月2日、ブロードメディア・スタジオ）[10]
- 劇場版 推しが武道館いってくれたら死ぬ（2023年5月12日、ポニーキャニオン） - めいぷる♡どーる・瑠璃 役[11]

### 配信ドラマ
- すべての恋は片想いからはじまるっぽい（2021年6月8日 - 8月20日） - 白石美優役
- 『ビリオン×スクール』FODオリジナルストーリー（2024年9月13日、FOD） - 岡本憩 役[12]
- 推しの罪〜推しを救えるのはヲタクの私〜（2025年7月1日 - 、FOD SHORT）[13]

### 舞台
- 朗読劇「リクエストをよろしく」大阪公演（2022年3月11日 - 13日、サンケイホールブリーゼ）
- TOMOIKEプロデュース「追憶ベイベー！」（2022年7月27日 - 31日、駅前劇場）

### CM
- Shirofune（2022年）
- カジグループ（2022年）

## ディスコグラフィ

### シングル

#### 配信限定シングル
| #                          | 配信開始日                 | タイトル                   | 収録曲                     | 備考                       |
| スターダストプロモーション | スターダストプロモーション | スターダストプロモーション | スターダストプロモーション | スターダストプロモーション |
| -------------------------- | -------------------------- | -------------------------- | -------------------------- | -------------------------- |
| 1                          | 2024年10月23日             | surface                    | 1. surface                 |                            |
| 2                          | 2025年3月19日              | キミがいてよかった         | 1. キミがいてよかった      |                            |
| 3                          | 2025年5月28日              | Give Me Your Love          | 1. Give Me Your Love       |                            |